# 北村謙
北村 謙（きたむら けん、1951年4月22日 - ）は、日本のシンガーソングライター、フォークシンガー、ラジオパーソナリティ、落語作家。
常に、第一線で活躍している数少ない京都フォークの要である。

## 来歴・人物
京都府京都市生まれ。音楽との結びつきは強く、小学校5年のときの京都市少年合唱団から始まる。中学3年のときに、姉に連れられて行ったAFLコンサートで、ザ・フォーク・クルセダーズのイムジン河を聞き、衝撃を受ける。
アマチュアバンド活動を経て、1970年、井芹まこと・城田純二と共に高石友也とバックステップカントリーバンドに、ベースで参加する。活動期間は、わずか1ヶ月ほどだった。
1971年 - 1973年、はしだのりひことエンドレスに参加。代表曲は『嫁ぐ日』『時は魔法使い』。
京都に帰ってきてからばっくすばにぃを結成、ビクターからシングルレコード『私の朝』『しあわせ京都』をリリース。
1976年になり、「日本列島ズバリリクエスト」、「朝からハッピーきたむらけん」など数本のレギュラー番組が、KBS京都（現：京都放送）ではじまり、本格的なDJ活動を開始する。1977年、毎日放送ラジオでMBSヤングタウン火曜日のパーソナリティを担当。
1978年、ばっくすばにぃから岸本はやとが脱退。新たに3人のメンバーを加えて活動を再開。ビクターから『夢追い岬』をリリース。1980年に、ばっくすばにぃは解散。ソロ活動に入る。この頃にはアニメのテーマソングなども手がける。レコード化されたものは『僕は3輪車ライダー』『どびびぃーんセレナーデ』（イタダキマンED）など。
1981年8月23日、円山野外音楽堂で『きたむらけんー夏にさようなら』のコンサートを行う。音楽・DJなどの活動を一時休止する。前述の『どびびぃーんセレナーデ』は活動休止中の1983年にリリースされたものである。
1984年、上岡龍太郎劇団の公演『夢かけ地蔵』の音楽監督を担当する。1985年7月17日、NFD(なつかしのフォークソング同窓会)コンサートをプロデュース、開催に至る。
長い活動休止期間の後、1993年、少年倶楽部を結成。当初は、北村謙、五十川清、宮崎勝之の3人であったが、1994年に三好寛昭、森巧美、福井秀彦が加入（福井秀彦は、1995年に脱退）。アルバムは『元気』『少年倶楽部』『DO YOUB REMEMBER』を発売。
1995年になり、KBS京都のラジオ番組『朝からハッピーING』『京都大好きラジオ』『ふれあい広場530』を担当する。
2001年、50歳になるのを機に、念願のナッシュビルでのレコーディングを開始する。バイロン・バーライン、ビル・キース、ブライアン・サットンらを招きソロアルバム『桜の島の風の中にいる』を制作。同時に、ソロ活動『banjoひとり旅』を開始。各地で精力的なライブ活動を行う。また、渡邊裕子の二十弦箏とのユニットも始める。
2003年、京都上七軒歌舞練場で『北村謙一座旗揚げ公演』を開催。座員は桂九雀・中村正公・中村多恵子・渡邉裕子　他。この北村謙一座のテーマ曲「楽しやな」は落語家・桂九雀の出囃子になっており、桂九雀が高座に上がる度に三味線で演奏されている。
落語作家としての一面もあり「家の妖怪」「闇の粒」（以上2作は妖怪落語）、「黒船来航」（バンジョー入り落語）の3作品は桂九雀によって口演されている。
また、2004年には娘の北村菜々子と共に創った『こんばんはヨーカイです』が、第9回世界妖怪会議（滋賀県八日市市＝現在は東近江市）の公式キャンペーンソングとなる。
2007年4月、KBS京都テレビで『北村謙のハッピー大人塾』が始まる。オープニング曲には「今もずっと」、エンディング曲には「悠久」が採用される。どちらも自身のオリジナル曲である。
2008年1月、かねてから執筆中であった『KEN`s  style  melodic  clawhammer Banjo』－日本初のクロウハンマースタイルのバンジョーの教則本－が完成。
2009年10月15日、2nd. solo album『Banjoひとり旅』発売。
2009年9月、第1回伊吹山音楽祭を開催し、2013年の今年は5回目の開催を数える。
2011年1月19日、五十川 清追悼会の席で少年倶楽部再編成を約束。
8月12日、東日本大震災チャリティ企画のコンサートで少年倶楽部復活。          
現在、2001年から始めたソロライブ活動『banjoひとり旅』を各地で続けている。時には単独で、時には多様なゲストを迎え、その表現の幅を拡げている。
また、後輩の育成指導にも力を注いでいる。
2012年京都市左京区鹿ケ谷西寺ノ前町に、Music & Art gallery VEGA をオープン。
これからの活動の拠点となるであろう様々なミュージシャンのライブや、ワークショップも開催されている。
なお、音楽・ラジオ・テレビの活動だけではなく、落語や料理にも造詣が深い。

### アルバム
- 1995年4月1日発売　『元気』（少年倶楽部）・・・完売
- 1999年5月1日発売　『少年倶楽部』（少年倶楽部）
- 2001年7月1日発売　『DO-YOU REMEMBER』（少年倶楽部）
- 2001年9月1日発売　『桜の島の風の中にいる』（北村謙）
- 2004年5月30日発売　『オムライス ノスタルジー』（北村謙）
- 2004年8月7日発売  『こんばんは　ヨーカイです』（北村謙とヨーカイチックス）
- 2009年10月15日発売『Banjoひとり旅』（北村謙）